# سمندرک شکم‌قرمز
سمندرک شکم‌قرمز (نام علمی: Taricha rivularis) نام یک گونه از تیره سمندران است.